# District Tavdinski
Het district Tavdinski (Russisch: Тавдинский район) is een gemeentelijk district (rajon) van oblast Sverdlovsk in Rusland. Geografisch ligt het aan de middenloop van de rivier Tavda in het bos Trans-Oeralbos in de westelijke uitlopers van het West-Siberisch Laagland.
Het bestuurlijk centrum is Tavda op 360 kilometer ten oosten van het regionaal bestuurlijk centrum Jekaterinenburg en 125 kilometer ten noorden van Tjoemen. Het gebied omvat 6539 km² waarmee het 3,4% beslaat van de oblast. De oppervlakte bestaat uit ongeveer 3100 km² bos, 2500 km² moeras, 175 km² meren en rivieren en 442 km² landbouwgrond.
Het district is het meest oostelijke van de oblast Sverdlovsk en grenst in het noorden aan het district Taborinski, in het westen aan het district Toerinski en in het zuidwesten aan het district Slobodo-Toerinski. Met de oblast Tjoemen heeft het grenzen in het noordwesten met het district Kondinski, in het oosten met het district Tobolski en in het zuiden met het district Nizjne-Tavdinski.

## Geschiedenis
Nadat aan het einde van de 16e eeuw Siberië begon gekoloniseerd te worden door de Russen kwam het gebied te vallen onder de vojevoda van Perm, vervolgens onder de vojevoda van tobolsk en ten slotte bij de instelling van de goebernija's in 1708 werd het onderdeel van de rurale Kosjoekskoejoe volost van de oejezd van Toerinsk van het gouvernement Siberië (Сибирской губернии) die in 1796 overging naar het gouvernement Tobolsk en in augustus 1919 naar het gouvernement Tjoemen. In november 1923 werd het een district (rajon) met het centrum in Tavda onder jurisdictie van okroeg Irbit van oblast Oeral, die in januari 1934, toen het district Verchne-Tavdinski hiervan werd afgescheiden, onderdeel werd van de oblast Ob-Irtysj, die spoedig daarna werd hernoemd tot oblast Omsk. In oktober 1938 werd het district Tavdinski onderdeel van de oblast Sverdlovsk.